# Philipp Walker
Philipp Walker (Lugano, 20 juli 1967) is een Zwitsers voormalig voetballer die speelde als doelman.

## Carrière
Walker speelde voor de jeugdploegen van Altstetten, FC Lugano, FC Chiasso, Grasshopper-Club Zürich, FC Grenchen, FC Bellach, Post Solothurn.
Hij speelde als profvoetballer voor FC Grenchen, Grasshopper, FC Lugano, FC Chiasso en FC Altstetten. In 1998 werd hij landskampioen met Grasshopper.
Hij speelde in totaal elf interlands voor Zwitserland.
Na zijn spelersloopbaan was hij tussen 2007 en 2008 keeperstrainer bij AC Bellinzona.

## Erelijst
- Grasshopper Club Zürich
  - Landskampioen: 1998